# Кангамбу, Трезор
Мухаммад Трезор Абдулла (фр. Mohammed Tresor Abdullah; имя при рождении — Трезор Кангамбу (араб. كنغامبو تريسور‎, фр. Tresor Kangambu); 8 апреля 1987, ДР Конго) — катарский футболист конголезского происхождения, полузащитник клуба «Аль-Мархия». Выступал в национальной сборной Катара.

## Клубная карьера
Клубную карьеру начинал на родине, играя за «Ас Аигл Руш». С 2007 года переехал в Катар, первым клубом где его стал «Аль-Мархия». С 2010 по 2011 годы играл за «Лехвию», за который в сезоне 2010/2011 провёл 20 матчей в чемпионате Катара, забив 1 гол. С 2011 по 2012 год играл за «Аль-Вакру». С 2012 года вновь выступает за «Лехвию».

## Карьера в сборных
С 2014 выступает за сборную Катара, в составе которой играл на Кубке Азии 2015 года.

## Личная жизнь
17 декабря 2014 года он принял ислам и взял себе имя Мохаммед Абдулла .